# 朝鮮民主主義人民共和國地理

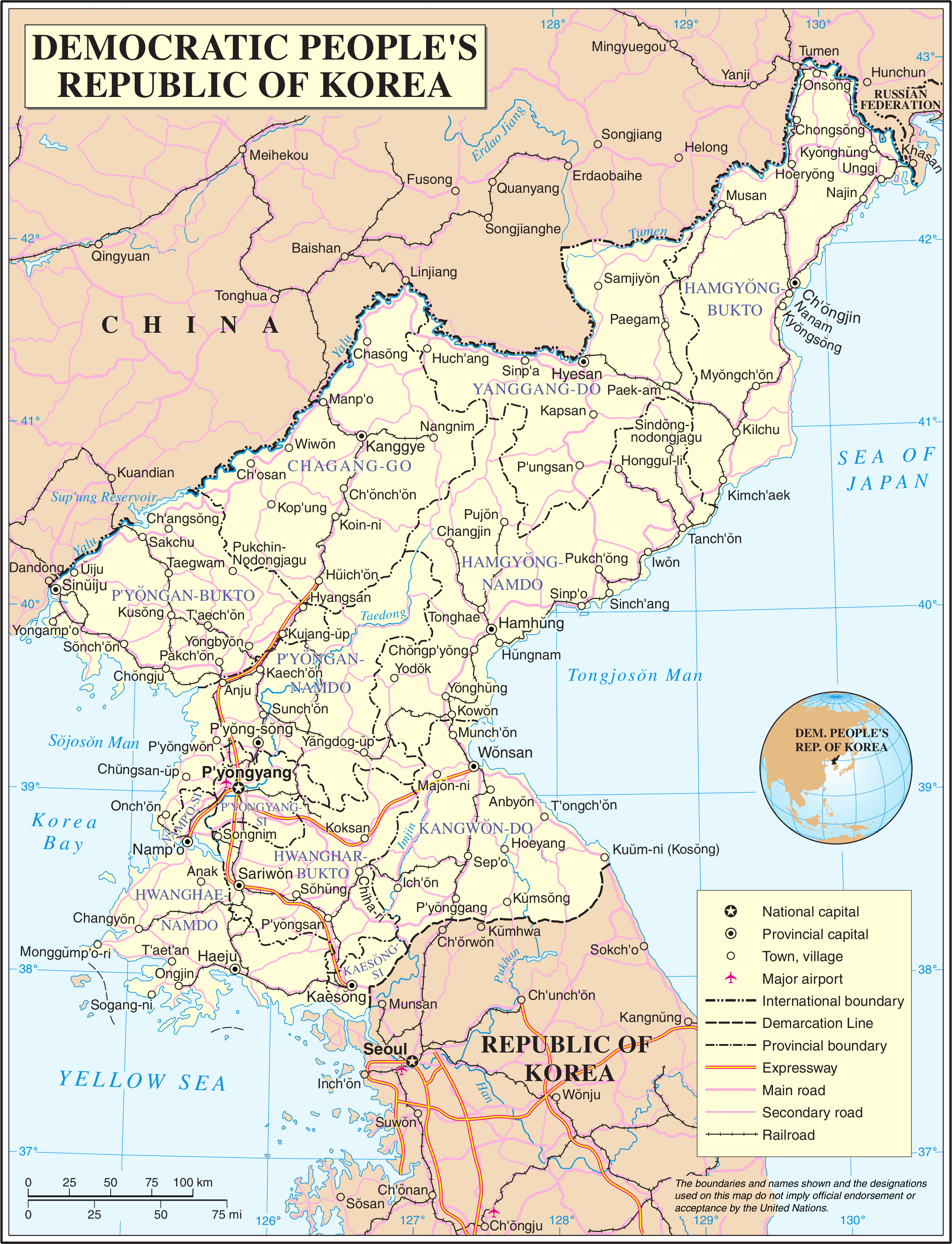
朝鮮地圖

朝鮮民主主義人民共和國，是位於朝鮮半島的一個國家，處於半島的北半部，與半島南部的大韓民國、鴨綠江沿岸的中國和圖們江沿岸的俄羅斯接壤。

## 地形

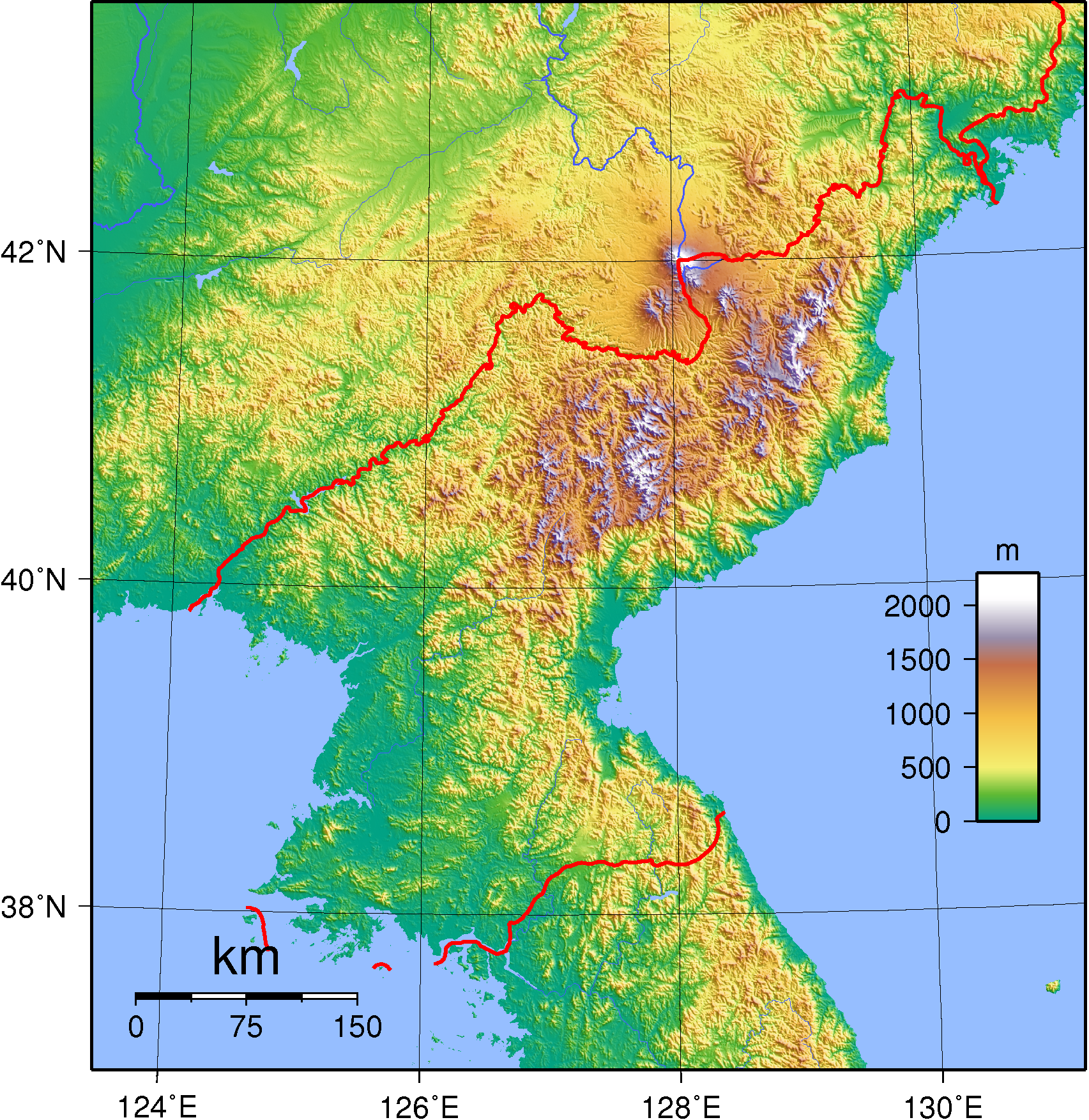
朝鮮地形

北韓地形主要由丘陵和山脈組成，其中又被深而窄的山谷隔開。西部的沿海平原寬闊，但東部平原則被不連續山脈間中隔開。北韓約80%的陸地面積是由山地和高地組成，整個朝鮮半島所有海拔高於2,000米山脈都位於北韓境內，而絕大多數北韓人口則生活在平原和低地。
長白山是北韓地理的最高點，海拔2,743米，是位於中國東北附近的一座火山，在海拔1,400米至 2,000米之間存有熔岩台地。北韓在咸鏡北道擁有咸镜山脉，位於半島的最東北部，是北韓西北邊境地區和東部日本海地區的分水界。山脉擁有許多高峰，包括海拔約2,541米的觀武峰。其他主要山脈包括位於北韓中北部的狼林山脉、沿朝中邊界延伸的江南山脈及延伸到大韓民國的太白山脈。狼林山脉的存在使該國在連接東西部的交通的計劃上相當困難，而知名的金剛山則處於太白山脈上，以其風景秀麗而聞名。北韓所擁有的平原大多都很小，當中面積最大的是平壤和載寧郡的平原，面積約500平方公里。 由於北韓東海岸的山脈延伸落海，因此那裡的平原比西海岸的還要小。
北韓北部和東部的山脈形成了其國內大部分河流的分水嶺，這些河流向西流淌，分別流入黃海和西朝鮮灣。當中最長的海流是鴨綠江。圖滿江是北韓流入日本海的少數幾條主要河流之一，全長521公里，位居全國第二。北韓的第三長河是大同江，它全長397公里流經平壤，共中有245公里可通航。由於北韓缺乏冰川活動和地殼的穩定性，湖泊往往很小。 與鄰國日本或中國北部不同，北韓很少發生嚴重地震。 

## 資源和土地利用
北韓自然資源相對南韓來說比較豐富，特別是礦產資源。北韓產有煤、鉛、鎢、鋅、石墨、菱鎂礦、鐵礦石、铜、黄金、黃鐵礦、鹽和螢石。

#### 土地利用
| 耕地：     | 19.5% |
| 永久作物:  | 1.9%  |
| 稳定草场︰ | 0.4%  |
| 森林       | 46.0% |
| 其他:      | 32.2% |
| [ 3 ]      |       |

灌溉土地
- 14,600 km² (2003)

#### 可再生水資源總量
- 778.15 km3 (2011)

### 淡水抽取（國內/工業/農業）
- 總共: 8.66 km3/yr (10%/13%/76%)
- 人均: 360.6 m3/yr (2005)